# Xeroplexa coudensis
Xeroplexa coudensis is een slakkensoort uit de familie van de Geomitridae. De wetenschappelijke naam van de soort werd, als Candidula coudensis, voor het eerst geldig gepubliceerd in 2010 door G. A. Holyoak en D. T. Holyoak.